# Bedřich Sedlák
Bedřich Sedlák (10. října 1933 Studnice – 20. května 2020 Praha) byl český matematik a vysokoškolský pedagog, v letech 1993 až 1999 děkan Matematicko-fyzikální fakulty Univerzity Karlovy (MFF UK).
V roce 1948 zahájil studium radiomechaniky v Brně. V roce 1950 odešel do Prahy, kde začal studovat Vyšší průmyslovou školu sdělovací elektrotechniky. V roce 1954 zahájil studium na Matematicko-fyzikální fakultě Univerzity Karlovy, přičemž toto studium úspěšně dokončil. Po studiu pracoval na své alma mater na Katedře obecné fyziky. Později se podílel na založení Katedry fyziky nízkých teplot MFF UK, jejíž vedoucím se stal krátce po jejím založení.
V roce 1983 se habilitoval a v roce 1991 se stal profesorem. V roce 1993 se stal děkanem MFF UK, když ve funkci nahradil Karla Drbohlava. Ve funkci působil po dvě funkční období než jej v roce 1999 nahradil Ivan Netuka. Vedle toho působil Sedlák několik let jako člen akademického senátu MFF UK. V roce 1998 mu byla udělena Zlatá medaile Univerzity Karlovy. Je autorem či spoluautorem mj. několika různých učebnic, nejznámější z nich je asi titul Elektřina a magnetismus z roku 2012.
Zemřel v květnu 2020 ve věku 86 let v Praze.